# Ronan Byrne
Ronan Byrne (Cork, 17 aprile 1998) è un canottiere irlandese.

## Biografia
Ai campionati mondiali di Linz-Ottensheim 2019 ha vinto la medaglia d'argento nel due di coppia, remando con il connazionale Philip Doyle.
Agli europei di Poznań 2020 ha vinto la medaglia di bronzo nel due di coppia, remando con il connazionale Daire Lynch, terminando al gara alle spalle degli olandesi Melvin Twellaar e Stef Broenink e degli svizzeri Barnabé Delarze e Roman Röösli.
Ha rappresentato l'Irlanda ai Giochi olimpici estivi di Tokyo 2020, classificandosi 10º nel due di coppia con Philip Doyle.

## Palmarès
- Mondiali

Linz-Ottensheim 2019: argento nel due di coppia;
- Europei

Poznań 2020: bronzo nel 2 di coppia;